# 6154 Stevesynnott
6154 Stevesynnott este un asteroid din centura principală de asteroizi.

## Descriere
6154 Stevesynnott este un asteroid din centura principală de asteroizi. A fost descoperit pe 22 august 1990 la Observatorul Palomar de Henry E. Holt. Asteroidul prezintă o orbită caracterizată de o semiaxă mare de 2,43 ua, o excentricitate de 0,18 și o înclinație de 2,3° în raport cu ecliptica.